# Spintherobolus broccae
Spintherobolus broccae är en fiskart som beskrevs av Myers 1925. Spintherobolus broccae ingår i släktet Spintherobolus och familjen Characidae. Inga underarter finns listade i Catalogue of Life.